# Betlejem (Reda)
Betlejem – północnozachodnie osiedle Redy (dawna osada kaszubska) położone przy południowym krańcu Puszczy Darżlubskiej w dolinie rzeki Redy. Główną osią komunikacyjną osiedla jest ulica 12 Marca. Połączenie z centrum miasta umożliwiają autobusy wejherowskiej komunikacji miejskiej (linie nr "8", "9" oraz "18"). 
1 stycznia 1967 roku obszar osiedla został przyłączony w granice administracyjne miasta Redy.